# 황남숙
황남숙(黃男淑, 1963년 ~ )은 대한민국의 동아건설 소속 탁구 선수였다. 1981년 4월 유고슬라비아 노비사드 세계선수권에서 안해숙과 복식 동메달을 획득했다.

## 서훈
- 1980.10.21 백마장(체육훈장)